# Altbier
Altbier (spesso abbreviata in Alt) è una birra scura ad alta fermentazione originaria della regione di Düsseldorf e del basso Reno in Germania.
Il nome Altbier, che letteralmente significa vecchia birra, si riferisce all'antico metodo di produzione che utilizza lievito ad alta fermentazione e malto scuro. Fino agli anni cinquanta, ľAlt veniva chiamata anche Düssel (da Düsseldorf), ma da quando il termine non è più un'indicazione di origine controllata, l'Altbier può essere prodotta anche al di fuori di questa regione.
Düsseldorf e Colonia sono rivali di lungo corso. Tuttavia, oggi tale rivalità si è ridotta a quale delle loro birre sia la migliore, l'Altbier di Düsseldorf o la Kölsch di Colonia.

## Descrizione

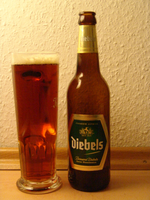
Diebels Altbier.

Come già detto, il nome di Altbier proviene dall'anzianità del metodo di produzione: fermentazione alta con malto speciale caramellato, il quale è responsabile del colore ramato della birra. La densità del mosto varia da 11,5 a 12 %, gli ingredienti, sono conformi al Reinheitsgebot, la legge tedesca sulla "purezza" della birra, e sono:
- il malto d'orzo,
- un malto "speciale" (a seconda dell'etichetta),
- il luppolo,
- il lievito,
- l'acqua.

La fermentazione ha luogo ad una temperatura compresa fra i 15 e i 22 gradi, come per le altre birre ad fermentazione alta, ma la maturazione ha luogo tra 0 e 8 gradi, e può durare da 3 a 8 settimane.

## Aneddoti
Si narra che Il cardinale Fabio Chigi, inviato dal Vaticano in Vestfalia per le trattative della Guerra dei trent'anni, avesse provato e apprezzato una Altbier a Münster.